# 岩室重休
岩室 重休（いわむろ しげやす）は、戦国時代の武将。織田氏の家臣。

## 出自
父は岩室重利（伊賀守）または岩室宗順（長門守）とされる。仮に宗順の子であるならば、甲賀五十三家の岩室氏と同族となる。

## 生涯
早い時期から織田信長に仕えていたようであり、永禄2年（1559年）には赤母衣衆に抜擢されている。また、信長には引き続き小姓として仕えたようであり、永禄3年（1560年）の桶狭間の戦いでは、信長が出陣した際に長谷川橋介、山口飛騨守、佐脇良之、加藤弥三郎と共に僅か5騎で供をしたという。重休・佐々政次・千秋季忠は織田信長本隊に先行して兵三百と共に今川軍と交戦した。佐々・千秋は討ち死にしたが、重休は生還した。
以後も信長に仕えており、永禄4年（1561年）6月、反乱を起こした犬山城主・織田信清の鎮圧にも従軍している。重休は信清方の小口城攻略にあたり城将・中島豊後守の調略を試みたが拒否されている。この為、小口城の戦いが発生したが、その戦闘中にこめかみを槍で打ち抜かれて討死したという。

## 子孫
同僚であった加藤弥三郎が重休死後に婿となり岩室勘右衛門と名を改めているが、家督を継承したかは不明である。また、子に小十蔵がいたとする説もある。
父・岩室重利の次男・重義の子義休は、鳥取藩池田氏の家老・荒尾氏に仕えた。その曾孫岩室宗賢は浪人し、京都に出て医師となったが、その娘つるは、成子内親王（中御門天皇皇女）の侍女となり、内親王が閑院宮典仁親王に嫁ぐと、つるも親王の寵愛を受け、光格天皇を初め三人の皇子をもうけた。

## 人物・逸話
太田牛一はその著書である信長公記において、重休のことを「隠れなき才人であり、その死を信長も大いに惜しんだ」と記述しており、信長や織田家中の評価が高かったことがわかる。

## 岩室重休を題材とした作品
小説
- 楠乃小玉『織田信長と岩室長門守』（2016年刊、青心社）